# Liste der Mitglieder des Thüringer Landtags (6. Wahlperiode)
Diese Liste gibt einen Überblick über alle Mitglieder des Thüringer Landtags der 6. Wahlperiode, der nach der Wahl am 14. September 2014 am 14. Oktober 2014 seine konstituierende Sitzung abhielt. Bei den Abgeordneten mit Direktmandat ist deren Wahlkreis sowie ihr dort erreichter Stimmenanteil angegeben. Die anderen Abgeordneten zogen über die Landesliste der jeweiligen Partei in den Landtag ein. Die Wahlperiode endete mit der konstituierenden Sitzung des 7. Landtags am 26. November 2019.

## Veränderungen
Seit der letzten Landtagswahl am 14. September 2014 gab es folgende Veränderung im Landtag:
- Linke: 28
- SPD: 12
- Grüne: 6
- CDU: 34
- AfD: 7
- Sonst.: 4

| Fraktion              | Beginn der Legislaturperiode | Stand Januar 2019 | Zugänge | Abgänge | Saldo |
| --------------------- | ---------------------------- | ----------------- | ------- | ------- | ----- |
| CDU                   | 34                           | 34                | 2       | 2       |       |
| Die Linke             | 28                           | 28                | 3       | 3       |       |
| SPD                   | 12                           | 12                | 3       | 3       |       |
| AfD                   | 11                           | 7                 | 1       | 5       | −4    |
| Bündnis 90/Die Grünen | 6                            | 6                 | 2       | 2       |       |
| fraktionslos          | 0                            | 4                 | 5       | 1       | +4    |

## Vorstand
- Präsident des Thüringer Landtags:
 Christian Carius (CDU) bis Oktober 2018[2]
 Birgit Diezel (CDU) ab 12. Dezember 2018
- Vizepräsidenten des Thüringer Landtags:
  - Margit Jung (Die Linke)
  - Uwe Höhn (SPD) bis September 2017
  - Dorothea Marx (SPD) ab 27. September 2017

## Fraktionsvorstände
| Fraktion              | Vorsitzende                                                                    | Stellvertretende Vorsitzende | Parlamentarische Geschäftsführer                              |
| --------------------- | ------------------------------------------------------------------------------ | --- | ------------------------------------------------------------- |
| CDU                   | Mike Mohring                                                                   | Michael Heym Egon Primas Christina Tasch                                                                                           | Volker Emde bis 13. Juni 2018 Jörg Geibert ab 13. Juni 2018   |
| Die Linke             | Bodo Ramelow bis 10. Dezember 2014 Susanne Hennig-Wellsow ab 10. Dezember 2014 | Mike Huster Katja Mitteldorf | André Blechschmidt                                            |
| SPD                   | Matthias Hey                                                                   | Birgit Pelke bis 18. Juni 2019 Frank Warnecke bis 18. Juni 2019 Eleonore Mühlbauer ab 26. Juni 2019 Diana Lehmann ab 26. Juni 2019 | Dagmar Becker bis 18. Juni 2019 Werner Pidde ab 26. Juni 2019 |
| AfD                   | Björn Höcke                                                                    | Wiebke Muhsal Olaf Kießling | Stefan Möller                                                 |
| Bündnis-90/Die-Grünen | Anja Siegesmund bis 10. Dezember 2014 Dirk Adams ab 10. Dezember 2014          | Olaf Müller | Astrid Rothe-Beinlich                                         |

## Abgeordnete
| Bild | Mitglied des Landtages    | geb.      | Fraktion     | Wahlkreis                                     | Erststimmen in % | Kommentar | Ausschüsse/Gremien |
| ---- | ------------------------- | --------- | ------------ | --------------------------------------------- | ---------------- | --- | --- |
|      | Dirk Adams                | 1968      | GRÜNE        |                                               |                  | Fraktionsvorsitzender | - Parlamentarische Kontrollkommission - Innenausschuss |
|      | Dagmar Becker             | 1955      | SPD          |                                               |                  | | - Ausschuss für Infrastruktur, Landwirtschaft und Forsten - Ausschuss für Umwelt, Energie und Naturschutz |
|      | Sabine Berninger          | 1971      | LINKE        |                                               |                  | | - Ausschuss für Migration, Justiz und Verbraucherschutz - Wahlprüfungsausschuss |
|      | André Blechschmidt        | 1957      | LINKE        | Erfurt IV                                     | 37,1             | | - Ausschuss für Europa, Kultur und Medien |
|      | Andreas Bühl              | 1987      | CDU          | Ilm-Kreis I                                   | 36,6             | | - Ausschuss für Wirtschaft und Wissenschaft - Ausschuss für Bildung, Jugend und Sport |
|      | Birgit Diezel             | 1958      | CDU          |                                               |                  | nachgerückt am 5. Dezember 2018 für Marion Walsmann Landtagspräsidentin (ab 12. Dezember 2018) | |
|      | Steffen Dittes            | 1973      | LINKE        |                                               |                  | | - Innenausschuss (Vorsitzender) - Untersuchungsausschuss 6/1 |
|      | Volker Emde               | 1964      | CDU          | Greiz I                                       | 42,7             | | Parlamentarischer Geschäftsführer (bis 06/2018) - Untersuchungsausschuss 6/3 |
|      | Kati Engel                | 1982      | LINKE        |                                               |                  | | - Ausschuss für Bildung, Jugend und Sport |
|      | Wolfgang Fiedler          | 1951      | CDU          | Saale-Holzland-Kreis I                        | 46,9             | | - Innenausschuss - Kommission nach Artikel 10 des Grundgesetzes - Parlamentarische Kontrollkommission |
|      | Kristin Floßmann          | 1983      | CDU          | Hildburghausen I – Schmalkalden-Meiningen III | 36,6             | | - Haushalts- und Finanzausschuss - Petitionsausschuss - Gleichstellungsausschuss - Strafvollzugskommission |
|      | Jörg Geibert              | 1963      | CDU          | Weimar II                                     | 31,1             | Parlamentarischer Geschäftsführer (ab 06/2018) | - Haushalts- und Finanzausschuss (Vorsitzender) - Ausschuss für Umwelt, Energie und Naturschutz (stell. Vorsitzender) - Untersuchungsausschuss 6/3                                                                                               |
|      | Siegfried Gentele         | 1952      | fraktionslos |                                               |                  | Ausschluss aus der AfD-Fraktion am 15. April 2015, Parteiaustritt am 7. Juli 2015, von Juli bis Oktober 2015 ALFA-Mitglied, ab März 2016 Mitglied der Familien-Partei Deutschlands, seit Juli 2019 Mitglied der Partei Demokratie Direkt | - Innenausschuss |
|      | Manfred Grob              | 1952      | CDU          | Wartburgkreis I                               | 42,3             | | - Ausschuss für Bildung, Jugend und Sport (Vorsitzender) - Untersuchungsausschuss 6/2 |
|      | Stefan Gruhner            | 1984      | CDU          | Saale-Orla-Kreis I                            | 42,1             | | - Ausschuss für Europa, Kultur und Medien (stell. Vorsitzender) - Ausschuss für Umwelt, Energie und Naturschutz |
|      | Ronald Hande              | 1977      | LINKE        |                                               |                  | eingetreten am 1. April 2015 für Birgit Klaubert | - Petitionsausschuss |
|      | Thomas Hartung            | 1970–2024 | SPD          |                                               |                  | eingetreten am 8. September 2017 für Uwe Höhn | |
|      | Steffen Harzer            | 1960      | LINKE        |                                               |                  | | - Ausschuss für Umwelt, Energie und Naturschutz - Wahlprüfungsausschuss |
|      | Dieter Hausold            | 1955      | LINKE        | Gera II                                       | 41,2             | | - Ausschuss für Wirtschaft und Wissenschaft (stell. Vorsitzender) - Kommission nach Artikel 10 des Grundgesetz - Parlamentarische Kontrollkommission - Untersuchungsausschuss 6/1                                                                |
|      | Oskar Helmerich           | 1960      | SPD          |                                               |                  | Austritt aus der AfD-Fraktion am 23. Mai 2015, Parteiaustritt am 10. Juli 2015; am 13. April 2016 Aufnahme in die SPD-Fraktion | - Ausschuss für Wirtschaft und Wissenschaft - Strafvollzugskommission |
|      | Madeleine Henfling        | 1983      | GRÜNE        |                                               |                  | | - Ausschuss für Europa, Kultur und Medien - Untersuchungsausschuss 6/1 - Untersuchungsausschuss 6/2 (Vorsitzende) |
|      | Jörg Henke                | 1961      | AfD          |                                               |                  | | - Innenausschuss - Wahlprüfungsausschuss - Untersuchungsausschuss 6/1 |
|      | Susanne Hennig-Wellsow    | 1977      | LINKE        | Erfurt II                                     | 31,0             | Fraktionsvorsitzende | |
|      | Corinna Herold            | 1961      | AfD          |                                               |                  | | - Ausschuss für Soziales, Arbeit und Gesundheit - Petitionsausschuss (stell. Vorsitzende) - Gleichstellungsausschuss - Strafvollzugskommission (stell. Vorsitzende)                                                                              |
|      | Christian Herrgott        | 1984      | CDU          | Saale-Orla-Kreis II                           | 39,8             | | - Ausschuss für Infrastruktur, Landwirtschaft und Forsten - Ausschuss für Migration, Justiz und Verbraucherschutz - Untersuchungsausschuss 6/1                                                                                                   |
|      | Matthias Hey              | 1970      | SPD          | Gotha II                                      | 38,9             | Fraktionsvorsitzender | - Gleichstellungsausschuss |
|      | Michael Heym              | 1962      | CDU          | Schmalkalden-Meiningen I                      | 39,4             | | - Petitionsausschuss (Vorsitzender) |
|      | Björn Höcke               | 1972      | AfD          |                                               |                  | Fraktionsvorsitzender | |
|      | Gudrun Holbe              | 1958      | CDU          | Kyffhäuserkreis II                            | 36,1             | | - Innenausschuss - Untersuchungsausschuss 6/2 |
|      | Elke Holzapfel            | 1945      | CDU          | Unstrut-Hainich-Kreis I                       | 36,2             | | - Ausschuss für Soziales, Arbeit und Gesundheit - Gleichstellungsausschuss (stell. Vorsitzende) |
|      | Margit Jung               | 1960      | LINKE        | Gera I                                        | 34,5             | Vizepräsidentin | |
|      | Ralf Kalich               | 1961      | LINKE        |                                               |                  | | - Haushalts- und Finanzausschuss |
|      | Jörg Kellner              | 1958      | CDU          | Sömmerda I – Gotha III                        | 39,5             | | - Innenausschuss - Ausschuss für Europa, Kultur und Medien - Untersuchungsausschuss 6/1 |
|      | Olaf Kießling             | 1967      | AfD          |                                               |                  | | - Haushalts- und Finanzausschuss - Ausschuss für Umwelt, Energie und Naturschutz |
|      | Roberto Kobelt            | 1976      | GRÜNE        |                                               |                  | | - Ausschuss für Infrastruktur, Landwirtschaft und Forsten (stell. Vorsitzender) - Ausschuss für Umwelt, Energie und Naturschutz |
|      | Thadäus König             | 1982      | CDU          |                                               |                  | eingetreten am 6. Januar 2019 für Christian Carius | |
|      | Katharina König-Preuss    | 1978      | LINKE        |                                               |                  | | - Innenausschuss - Untersuchungsausschuss 6/1 - Untersuchungsausschuss 6/2 |
|      | Knut Korschewsky          | 1960      | LINKE        |                                               |                  | | - Ausschuss für Wirtschaft und Wissenschaft - Ausschuss für Bildung, Jugend und Sport (stell. Vorsitzender) - Untersuchungsausschuss 6/3 (Vorsitzender)                                                                                          |
|      | Maik Kowalleck            | 1974      | CDU          | Saalfeld-Rudolstadt II                        | 41,3             | | - Haushalts- und Finanzausschuss - Ausschuss für Bildung, Jugend und Sport |
|      | Rainer Kräuter            | 1964      | LINKE        |                                               |                  | | - Innenausschuss - Strafvollzugskommission - Untersuchungsausschuss 6/2 |
|      | Jens Krumpe               | 1978      | fraktionslos |                                               |                  | Austritt aus der AfD-Fraktion am 29. Mai 2015, Parteiaustritt am 10. Juli 2015 | - Ausschuss für Umwelt, Energie und Naturschutz |
|      | Jörg Kubitzki             | 1955      | LINKE        |                                               |                  | | - Ausschuss für Soziales, Arbeit und Gesundheit - Ausschuss für Europa, Kultur und Medien (Vorsitzender) |
|      | Tilo Kummer               | 1968      | LINKE        |                                               |                  | | - Ausschuss für Infrastruktur, Landwirtschaft und Forsten - Ausschuss für Umwelt, Energie und Naturschutz (Vorsitzender) |
|      | Frank Kuschel             | 1961      | LINKE        |                                               |                  | | - Haushalts- und Finanzausschuss - Innenausschuss |
|      | Annette Lehmann           | 1964      | CDU          | Unstrut-Hainich-Kreis II                      | 40,2             | | - * Strafvollzugskommission |
|      | Diana Lehmann             | 1983      | SPD          |                                               |                  | | - Ausschuss für Soziales, Arbeit und Gesundheit - Ausschuss für Migration, Justiz und Verbraucherschutz - Petitionsausschuss - Gleichstellungsausschuss - Untersuchungsausschuss 6/2                                                             |
|      | Ina Leukefeld             | 1954      | LINKE        | Suhl – Schmalkalden-Meiningen IV              | 40,7             | | - Ausschuss für Soziales, Arbeit und Gesundheit - Gleichstellungsausschuss |
|      | Christine Lieberknecht    | 1958      | CDU          | Weimar I – Weimarer Land II                   | 45,0             | | |
|      | Christina Liebetrau       | 1958      | CDU          | Schmalkalden-Meiningen II                     | 42,0             | | - Ausschuss für Infrastruktur, Landwirtschaft und Forsten - Gleichstellungsausschuss |
|      | Ute Lukasch               | 1961      | LINKE        |                                               |                  | | - Ausschuss für Infrastruktur, Landwirtschaft und Forsten - Petitionsausschuss |
|      | Gudrun Lukin              | 1954      | LINKE        | Jena II                                       | 34,3             | | - Ausschuss für Infrastruktur, Landwirtschaft und Forsten - Gleichstellungsausschuss |
|      | Marcus Malsch             | 1978      | CDU          | Wartburgkreis III                             | 37,0             | | - Ausschuss für Wirtschaft und Wissenschaft - Ausschuss für Infrastruktur, Landwirtschaft und Forsten - Untersuchungsausschuss 6/1 (stell. Vorsitzender)                                                                                         |
|      | Iris Martin-Gehl          | 1956      | LINKE        |                                               |                  | eingetreten am 1. April 2015 für Bodo Ramelow | - Ausschuss für Migration, Justiz und Verbraucherschutz - Untersuchungsausschuss 6/2 - Untersuchungsausschuss 6/3 |
|      | Dorothea Marx             | 1957      | SPD          |                                               |                  | Vizepräsidentin (seit 27. September 2017) | - Innenausschuss - Ausschuss für Migration, Justiz und Verbraucherschutz (stell. Vorsitzende) - Ausschuss für Europa, Kultur und Medien - Parlamentarische Kontrollkommission - Wahlprüfungsausschuss - Untersuchungsausschuss 6/1 (Vorsitzende) |
|      | Beate Meißner             | 1982      | CDU          | Sonneberg I                                   | 48,1             | | - Ausschuss für Soziales, Arbeit und Gesundheit - Ausschuss für Migration, Justiz und Verbraucherschutz - Wahlprüfungsausschuss |
|      | Katja Mitteldorf          | 1985      | LINKE        | Nordhausen II                                 | 32,9             | | - Ausschuss für Wirtschaft und Wissenschaft - Ausschuss für Europa, Kultur und Medien |
|      | Stefan Möller             | 1975      | AfD          |                                               |                  | | - Ausschuss für Wirtschaft und Wissenschaft |
|      | Mike Mohring              | 1971      | CDU          | Weimarer Land I – Saalfeld-Rudolstadt III     | 44,7             | Fraktionsvorsitzender | |
|      | Eleonore Mühlbauer        | 1964      | SPD          |                                               |                  | | - Ausschuss für Wirtschaft und Wissenschaft - Ausschuss für Umwelt, Energie und Naturschutz - Strafvollzugskommission |
|      | Wiebke Muhsal             | 1986      | AfD          |                                               |                  | | - Ausschuss für Bildung, Jugend und Sport |
|      | Anja Müller               | 1973      | LINKE        |                                               |                  | | - Petitionsausschuss - Strafvollzugskommission (Vorsitzende) |
|      | Olaf Müller               | 1963      | GRÜNE        |                                               |                  | eingetreten am 16. Oktober 2015 für Anja Siegesmund | - Haushalts- und Finanzausschuss - Ausschuss für Wirtschaft und Wissenschaft |
|      | Birgit Pelke              | 1961      | SPD          |                                               |                  | eingetreten im Dezember 2014 für Hartmut Schubert | - Ausschuss für Bildung, Jugend und Sport - Ausschuss für Soziales, Arbeit und Gesundheit (Vorsitzende) - Untersuchungsausschuss 6/1 - Untersuchungsausschuss 6/3                                                                                |
|      | Babett Pfefferlein        | 1973      | GRÜNE        |                                               |                  | nachgerückt am 7. Januar 2015 für Olaf Möller | - Ausschuss für Soziales, Arbeit und Gesundheit - Petitionsausschuss - Strafvollzugskommission |
|      | Werner Pidde              | 1953      | SPD          |                                               |                  | | - Haushalts- und Finanzausschuss (Stell. Vorsitzender) - Ausschuss für Europa, Kultur und Medien |
|      | Egon Primas               | 1952      | CDU          | Nordhausen I                                  | 33,0             | | - Ausschuss für Infrastruktur, Landwirtschaft und Forsten (Vorsitzender) |
|      | Jürgen Reinholz           | 1954      | fraktionslos | Gotha I                                       | 38,0             | Austritt aus der CDU und der CDU-Fraktion am 18. November 2015 | - Ausschuss für Infrastruktur, Landwirtschaft und Forsten |
|      | Klaus Rietschel           | 1949      | fraktionslos |                                               |                  | eingetreten am 26. Oktober 2017 für Stephan Brandner; Austritt aus der AfD und der AfD-Fraktion am 15. Januar 2019 | |
|      | Marion Rosin              | 1969      | CDU          |                                               |                  | Rosin wurde für die SPD gewählt. Am 26. April 2017 erklärte sie ihren Übertritt zur CDU-Fraktion | |
|      | Astrid Rothe-Beinlich     | 1973      | GRÜNE        |                                               |                  | | - Ausschuss für Bildung, Jugend und Sport - Ausschuss für Migration, Justiz und Verbraucherschutz - Gleichstellungsausschuss - Untersuchungsausschuss 6/3                                                                                        |
|      | Thomas Rudy               | 1959      | AfD          |                                               |                  | | - Ausschuss für Infrastruktur, Landwirtschaft und Forsten - Untersuchungsausschuss 6/2 (stell. Vorsitzender) - Untersuchungsausschuss 6/3 |
|      | Christian Schaft          | 1991      | LINKE        |                                               |                  | | - Ausschuss für Wirtschaft und Wissenschaft |
|      | Claudia Scheerschmidt     | 1964      | SPD          |                                               |                  | eingetreten am 19. Oktober 2017 für Christoph Matschie | |
|      | Manfred Scherer           | 1951      | CDU          | Kyffhäuserkreis I                             | 35,1             | | - Ausschuss für Migration, Justiz und Verbraucherschutz - Wahlprüfungsausschuss - Untersuchungsausschuss 6/2 |
|      | Johanna Scheringer-Wright | 1963      | LINKE        |                                               |                  | | - Ausschuss für Infrastruktur, Landwirtschaft und Forsten |
|      | Simone Schulze            | 1963      | CDU          | Altenburger Land I                            | 34,5             | | - Haushalts- und Finanzausschuss - Petitionsausschuss - Strafvollzugskommission |
|      | Diana Skibbe              | 1961      | LINKE        |                                               |                  | | - Ausschuss für Migration, Justiz und Verbraucherschutz - Ausschuss für Umwelt, Energie und Naturschutz |
|      | Karola Stange             | 1959      | LINKE        | Erfurt I                                      | 36,8             | | - Ausschuss für Soziales, Arbeit und Gesundheit - Gleichstellungsausschuss (Vorsitzende) - Strafvollzugskommission |
|      | Christina Tasch           | 1959      | CDU          | Eichsfeld II                                  | 55,5             | | - Ausschuss für Umwelt, Energie und Naturschutz |
|      | Heike Taubert             | 1958      | SPD          |                                               |                  | Finanzministerin | |
|      | Jörg Thamm                | 1965      | CDU          | Ilm-Kreis II                                  | 34,0             | | - Innenausschuss - Ausschuss für Soziales, Arbeit und Gesundheit |
|      | Christian Tischner        | 1981      | CDU          | Greiz II                                      | 34,7             | | - Ausschuss für Bildung, Jugend und Sport - Strafvollzugskommission - Untersuchungsausschuss 6/3 |
|      | Mario Voigt               | 1977      | CDU          | Saale-Holzland-Kreis II                       | 41,2             | | - Ausschuss für Wirtschaft und Wissenschaft - Ausschuss für Umwelt, Energie und Naturschutz |
|      | Marit Wagler              | 1983      | LINKE        |                                               |                  | nachgerückt am 1. Januar 2019 für Mike Huster | |
|      | Raymond Walk              | 1962      | CDU          | Wartburgkreis II – Eisenach                   | 37,4             | | - Haushalts- und Finanzausschuss - Innenausschuss (stell. Vorsitzender) - Kommission nach Artikel 10 des Grundgesetz - Parlamentarische Kontrollkommission                                                                                       |
|      | Frank Warnecke            | 1965      | SPD          |                                               |                  | | - Ausschuss für Infrastruktur, Landwirtschaft und Forsten - Untersuchungsausschuss 6/3 |
|      | Herbert Wirkner           | 1950      | CDU          | Saalfeld-Rudolstadt I                         | 38,8             | | - Ausschuss für Wirtschaft und Wissenschaft - Untersuchungsausschuss 6/2 |
|      | Torsten Wolf              | 1968      | LINKE        | Jena I                                        | 29,7             | | - Haushalts- und Finanzausschuss - Ausschuss für Bildung, Jugend und Sport - Untersuchungsausschuss 6/3 |
|      | Henry Worm                | 1963      | CDU          | Hildburghausen II – Sonneberg II              | 44,0             | | - Ausschuss für Infrastruktur, Landwirtschaft und Forsten - Gleichstellungsausschuss |
|      | Gerold Wucherpfennig      | 1957      | CDU          | Eichsfeld I                                   | 55,4             | | - Ausschuss für Wirtschaft und Wissenschaft (Vorsitzender) - Ausschuss für Europa, Kultur und Medien |
|      | Christoph Zippel          | 1982      | CDU          | Altenburger Land II                           | 40,2             | | - Ausschuss für Soziales, Arbeit und Gesundheit (stell. Vorsitzender) - Untersuchungsausschuss 6/1 |

## Ausgeschiedene Abgeordnete
| Bild | Mitglied des Landtages | geb. | Fraktion | Wahlkreis   | Erststimmen in % | Bemerkungen                                                                                              |
| ---- | ---------------------- | ---- | -------- | ----------- | ---------------- | --- |
|      | Stephan Brandner       | 1966 | AfD      |             |                  | ausgeschieden am 25. Oktober 2017; Nachfolger Klaus Rietschel                                            |
|      | Christian Carius       | 1976 | CDU      | Sömmerda II | 38,3             | Landtagspräsident (bis 31. Oktober 2018) ausgeschieden am 5. Januar 2019; Nachfolger Thadäus König       |
|      | Uwe Höhn               | 1958 | SPD      |             |                  | Landtagsvizepräsident (bis September 2017) ausgeschieden am 8. September 2017; Nachfolger Thomas Hartung |
|      | Mike Huster            | 1972 | LINKE    |             |                  | ausgeschieden am 31. Dezember 2018; Nachfolgerin Marit Wagler                                            |
|      | Birgit Klaubert        | 1954 | LINKE    |             |                  | ausgeschieden am 31. März 2015; Nachfolger Ronald Hande                                                  |
|      | Christoph Matschie     | 1961 | SPD      |             |                  | ausgeschieden am 18. Oktober 2017; Nachfolgerin Claudia Scheerschmidt                                    |
|      | Olaf Möller            | 1962 | GRÜNE    |             |                  | ausgeschieden am 6. Januar 2015; Nachfolgerin Babett Pfefferlein                                         |
|      | Bodo Ramelow           | 1956 | LINKE    |             |                  | ausgeschieden am 31. März 2015; Nachfolger Iris Martin-Gehl                                              |
|      | Hartmut Schubert       | 1960 | SPD      |             |                  | ausgeschieden im Dezember 2014; Nachfolgerin Birgit Pelke                                                |
|      | Anja Siegesmund        | 1977 | GRÜNE    |             |                  | ausgeschieden am 15. Oktober 2015; Nachfolger Olaf Müller                                                |
|      | Marion Walsmann        | 1963 | CDU      | Erfurt III  | 33,8             | ausgeschieden am 4. Dezember 2018; Nachfolgerin Birgit Diezel                                            |